# Trephisa
Trephisa is een geslacht van kevers uit de familie van de loopkevers (Carabidae). De wetenschappelijke naam van het geslacht is voor het eerst geldig gepubliceerd in 1963 door Moore.

## Soorten
Het geslacht Trephisa is monotypisch en omvat slechts de volgende soort:
- Trephisa parallela Moore, 1963